# Gedachten (Couperus)
Gedachten is een bundel met citaten uit de werken van  de Nederlandse schrijver Louis Couperus, verschenen in 1924.

## Geschiedenis
In 1923 overleed Couperus. Een jaar later bracht zijn weduwe, Elisabeth Couperus-Baud (1867-1960), een bundel van zijn 'gedachten' uit. Het betrof door haar verzamelde citaten uit zijn werk. Dit alles werd gebracht in de vorm van een verjaarskalender, dat wil zeggen dat op de linkerpagina's de 'gedachten' stonden terwijl op de rechterpagina's de data stonden met de mogelijkheid om daar, gezien de blanco ruimte, nog van alles in te vullen. Als verjaarskalender werd het ook daadwerkelijk gebruikt.
De uitgever L.J. Veen bracht een dergelijke uitgave niet alleen uit van Couperus. Hij bracht bijvoorbeeld ook het Motto-album uit van Guido Gezelle uit dat een gelijkaardige opzet had (zij het dat daarbij op de linkerpagina's de citaten stonden en rechts de invulmogelijkheden werden gegeven).

## Uitgaven
De uitgaven bevatten informatie over alle bij Veen verkrijgbare uitgaven van de auteur, en zijn te beschouwen als reclame. Ze verschenen in tal van uitvoeringen, tot zeer luxe in batik en in leer met goud op snee.
In 1987 bracht uitgeverij Veen een facsimile van de uitgave van Couperus' gedachten uit, ter gelegenheid van het honderdjarig bestaan van de uitgeverij. Dit gebeurde onder de titel Verjaardagalbum.